# Sergio Bassi
Sergio Bassi (Codogno, 23 giugno 1949 – Crema, 15 marzo 2020) è stato un cantautore italiano di genere folk rock.
Si colloca nella canzone d'autore con una matrice padana. I brani parlano della sua terra, della vita contadina, storie di personaggi tra la strada e la leggenda, canzoni che accompagnano il grande fiume Po, canzoni d'amore che si specchiano negli eventi della natura, con riferimento agli astri e un po' alla magia, a volte mischiando il sacro con il profano.

## Biografia

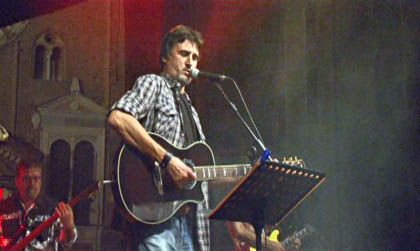

Sergio è cresciuto dai nonni materni a Reghinera, piccola frazione vicino a Codogno, (Lodi) in una cascina.
Adulto, si trasferisce prima a Legnano, poi a Piacenza, quindi sette anni a San Francesco al Campo in provincia di Torino prima di tornare di nuovo a Codogno.
Cantautore di nicchia, che canta la Pianura Padana e i suoi personaggi, una sorta di artigiano della canzone. Il suo percorso musicale è influenzato dall'ascolto di vari gruppi degli anni settanta e ottanta, quali i Nomadi, Equipe 84, New Trolls, Premiata Forneria Marconi, Banco del Mutuo Soccorso, Le Orme, Jethro Tull, The Beatles, The Rolling Stones, e cantautori come Lucio Battisti, Francesco De Gregori, Fabrizio De André, Francesco Guccini, Bruce Springsteen.
Il primo gruppo di provincia in cui suona (voce e chitarra) si chiama I ragazzi del nord, il secondo I nobili, a cavallo degli anni settanta, con alle tastiere Piero Bassini (in seguito jazzista di fama internazionale), poi sostituisce il chitarrista dei Nuovi spettri andato al servizio militare, infine collabora suonando nelle serate con Splash Down Group.
Disegnatore progettista prima, tecnico di impianti petrolchimici poi, cantautore per hobby, decide di coltivare una sua discografia.
Il suo primo 45 giri, Una città su misura/Ho lasciato l'America (City Record – Milano), con cui debutta alla Radio Rai (madrina per l'occasione Maria Rosaria Omaggio) nel programma Carta bianca è del 1982 e ormai introvabile.
Nel 1984 nasce il suo primo album Fermati guerriero, cui seguono, nel 1985 e 1986, Ali per volare e Cambio di stagioni tutti e tre registrati a Modena con arrangiamenti di Francesco Favaloro, mentre L'equilibrista del 1989 è stato registrato a Torino e a Milano con arrangiamenti di Silvano Borgatta e Massimo Salerno, nel 1993 viene pubblicato il quinto Storie padane & non... registrato a Codogno con arrangiamenti di Marco Tansini.
Nel 1990 partecipa al Premio Rino Gaetano a Termoli, trasmesso su RAI 3 e Rete 4, presentando L'equilibrista.(Categoria emergenti)
Nello stesso anno riceve un premio per la canzone Fiume Po, nella prima edizione della "Canzone Ecologica Chico Mendes" di Torino 15 dicembre 1990 (sezione "singoli autori").
Dopo una pausa artistica di 10 anni per motivi familiari, nel giugno 2003 viene ristampato l'album Storie padane & non..., con aggiunta di pezzi nuovi, sax di Alessandro Moro, rimasterizzato al Pacific studio di Marco Tansini musicista, arrangiatore e compositore.
Nel 2004 viene ripubblicato anche L'equilibrista con l'inserimento di pezzi nuovi tra i quali Piacenza, su etichetta Fuego, come il precedente.
Nel mese di ottobre dello stesso anno fonda la Padus River Band (dove "padus" è in latino l'antico nome del fiume Po e della pianura Padana) e fonda il marchio Lo Stivale, con il quale stampa i suoi dischi insieme al marchio di altre etichette o e eventuali distribuzioni.

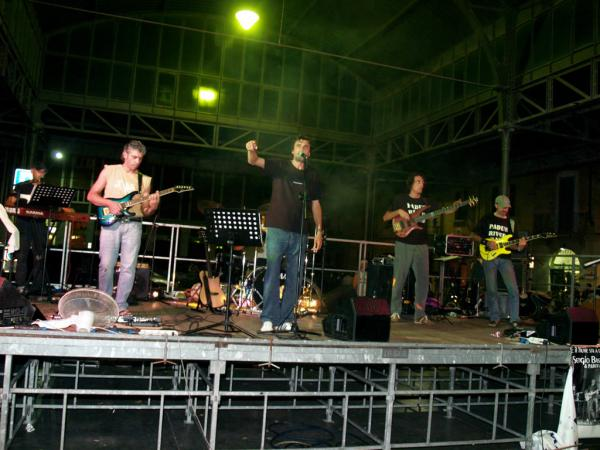
Sergio Bassi & Padus River Band

Nell'aprile 2006 esce il concept-album E il fiume sta a guardare... su etichetta Crisler, con il consenso degli enti locali patrocinio del sistema turistico "Po di Lombardia". Una serie di 20 canzoni con la Padus River Band che accompagnano il fiume Po dal Monviso alla foce, nell'album è compresa una canzone dedicata a Tazio Nuvolari "Il mantovano volante".
Nel 2007 il settimo album Cavallo pazzo dedicato al grande personaggio degli Oglala Lakota sempre con la Padus River Band un album di personaggi (che comprende anche la canzone per Tazio Nuvolari) con qualche pezzo d'amore e una canzone dedicata alla città di Cremona, (città sul fiume Po) disponibile nei concerti e su internet.
Nel marzo 2011 esce I cieli della Terra, l'ottavo album sempre con la Padus River Band. Nell'album c'è una canzone Quando ero bambino che ha avuto la modifica di una parte della linea melodica dal cantautore Francesco Guccini nell'anno 1990 in via Paolo Fabbri 43 a Bologna. Nell'album c'è anche una canzone dedicata a Francesco Baracca grande aviatore italiano intitolata L'ultimo Volo.
Nell'aprile 2015 esce Identità musica & parole, arrangiamenti Padus River Band con la collaborazione dei musicisti Mario Percudani, Gianni Grecchi, Matteo Calza.
Il 5 maggio 2017 esce Una zolla di terra Antologia, decimo album che si avvale oltre agli arrangiamenti collettivi Padus River Band anche di musicisti quali Mario Percudani, Marco Tansini, Massimo Salerno, Paolo Negri, Gianni Grecchi e Alessandro Moro.
È morto il 15 marzo 2020, all'età di 70 anni, presso l'ospedale di Crema, dove era ricoverato per aver contratto il COVID-19.

## La band
- Maurizio Montini - chitarra solista
- Gianluca Bassi - tastiere
- Fabrizio Cuti - batteria
- Geppe Premoli - basso
- Alessandro Moro - sax - soprano - contralto - tenore (session player)

## Discografia

### Album
- 1984 - Fermati guerriero
- 1985 - Ali per volare
- 1986 - Cambio di stagioni
- 1989 - L'equilibrista
- 1993 - Storie padane & non... (prima versione in cassetta non pubblicata)
- 2003 - Storie padane & non...
- 2004 - L'equilibrista (ristampa con un inedito)
- 2006 - E il fiume sta a guardare...
- 2007 - Cavallo pazzo
- 2011 - I cieli della Terra
- 2015 - Identità musica & parole
- 2017 - Una zolla di terra (Antologia)

### Singoli
- 1982 - Una città su misura
- 2011 - Il Mantovano volante (Museo Tazio Nuvolari)
- 2016 - Inno a Santa Francesca Cabrini

## Collaborazioni
Sergio Bassi ha collaborato con altri musicisti e compositori italiani nelle seguenti incisioni:
- Canzone Diavolo d'ottobre, musica e arrangiamenti di Massimo Salerno (anno 1989) album L'Equilibrista 2004
- Canzone Petali, musica di Marco Tansini (anno 2005) arrangiamenti album Storie padane & non 2003
- Canzone Quando ero bambino, correzione di una parte linea melodica di Francesco Guccini (album I Cieli della Terra, 2011)
- Canzone Un passo dopo l'altro, arrangiamenti di Mario Percudani e Gianni Grecchi (anno 2015)
- Canzone Eppure mi manchi tastiera archi Matteo Calza (anno 2015)
- Testi C'era una volta e Dejà' vu  di Alba Carioni (2015)
- Canzoni Milano si sente N.Y. e Autostrada km 333 Mario Percudani, Paolo Negri, Gianni Grecchi e Alessandro Moro (album Una zolla di terra, 2017)